# Alfred Söderström
Alfred Söderström, född 28 februari 1848 i Stockholm, död 8 april 1928 i Oilmont, Montana, var en svenskamerikansk tidningsman.
Alfred Söderström var son till skräddarmästaren Adolf Fredric Söderström och Anna Catharina Persdotter. Han emigrerade 1869 till USA, där han, efter att ha prövat olika yrken, började medarbeta i Svenske Nybyggaren i Saint Paul, Minnesota, och var 1877–1881 företagsledare och delägare i Minnesota Stats tidning. 1881 grundade han Svenska Folkets Tidning, som snabbt vann vid spridning. Sedan han lidit svåra förluster på grund av att tryckeriet upprepade gånger eldhärjats, sålde han 1899 sin andel i tidningen och försökte sig bland annat försörja sig som hotellägare men fann slutligen från 1913 sin uppgift som reseombud och litteratursamlare åt svensk-amerikanska Historiska sällskapet. Söderström var en outtröttlig samlare av material till den svensk-amerikanska historien. Hans bok Blixtar på tidnings-horizonten (1910), innehåller bland annat en matrikel som upptar 1.150 svensk-amerikanska tidningar. Mycket tack vare hans energi skapades ett svenskt sjukhus i Minneapolis.